# PLA2R1
PLA2R1（分泌型磷脂酶A2受体，也称为C-型凝集素结构域家族13成员C，CLEC13C）是一个位于2号染色体的人类基因，表达一种180kDa的醣蛋白，属于甘露糖受体家族。